# Emilio Terry
Emilio René Terry y Sanchez (1890-1969), dit Emilio Terry, né à Paris (16e) le 13 septembre 1890 dans une famille d'origine cubaine, mort dans cette ville dans le 7e arrondissement le 11 décembre 1969, est un architecte, dessinateur, décorateur et paysagiste franco-cubain.
Pétri de culture classique, concevant le décor comme une architecture, ce créateur puisait ses sources chez Vignole, Palladio et Ledoux. 
En matière de mobilier ses préférences vont aux formes de la fin du XVIIIe siècle, dont il fait de nombreuses citations dans ses créations.

## Biographie

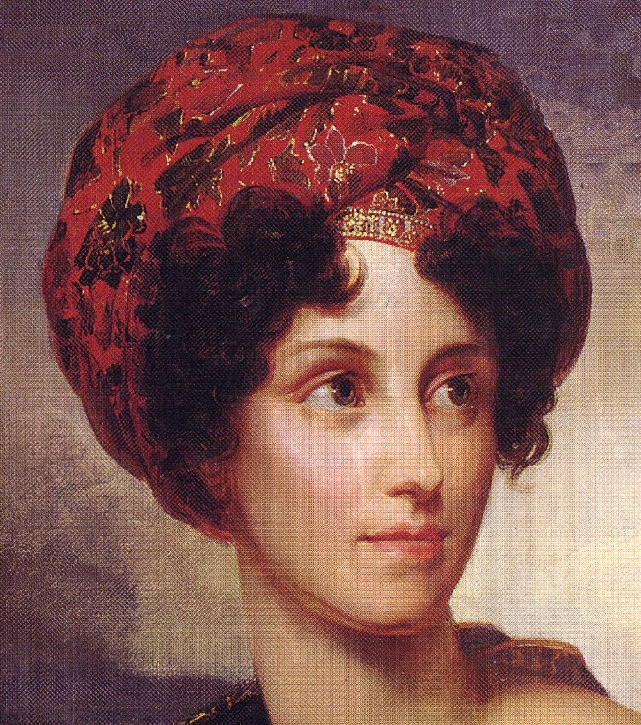
Dorothée de Courlande, portrait attribué à François Gérard

La famille Terry y Dorticós, d'origine hispano-irlandaise, a fait fortune dans les plantations de canne à sucre de Cuba. 
Les vingt premières années de la vie de Terry se partagent entre Paris, le château de Chenonceau que sa famille posséda de 1891 à 1913, et quelques voyages à La Havane. Si sa culture est avant tout française, il conserva néanmoins toute sa vie un passeport cubain.
Sa sœur Odette épousa le prince Charles de La Tour d'Auvergne-Lauraguais, et sa sœur Nathalie (1877-1962) épousa le parlementaire Stanislas de Castellane (1876-1959), frère cadet de « Boni » (1867-1932), le célèbre dandy, à qui Terry achètera son appartement de Paris, 2, place du Palais-Bourbon en 1914 ; il raconte dans ses Mémoires : « Je n'avais plus d'argent […] M. Terry, frère de ma belle-sœur Stanislas […] tomba amoureux de mon appartement, et […] me demanda de lui céder mon bail. […] Je vendis mon mobilier à ce noble Cubain. » 
Le 24 juin 1934, Terry rachète à son beau-frère une demeure historique, le château de Rochecotte, près de Langeais (Indre-et-Loire), ancienne propriété de Dorothée de Courlande, duchesse de Dino, qui y avait souvent accueilli son oncle par alliance et probable amant Talleyrand. 
Pendant trente-cinq ans Terry va restaurer le château et le décorer selon son style propre; il légua le domaine à son petit-neveu Henri-Jean de Castellane, qui le vendit en 1978 ; le nouvel acquéreur vida la demeure, devenue depuis lors un château-hôtel de luxe.
Terry était par ailleurs propriétaire d'une villa sur la Côte d'Azur.
Grand amateur de photographie, Emilio Terry réalisa tout au long de sa vie familiale, sociale et mondaine des milliers de clichés, qui firent l'objet d'une vente aux enchères à Fontainebleau le 27 juin 2015 ; réparties en cinq albums de 3 269 images, elles constituent sa véritable autobiographie en images.

## Œuvres
À la fois néoclassique et baroque, Terry crée des meubles, des tapis, des objets, dessine des maisons et des jardins, décore des appartements et des châteaux ; il lance ce qui sera nommé par la suite le « style Louis XVII », c'est-à-dire un mobilier et une architecture d'un style imaginaire qui s'inspire librement d'exemples historiques, notamment de créateurs comme Palladio ou Claude Nicolas Ledoux. 
En 1922, il conçoit avec un de ses collaborateurs, Jack Cornaz, une maison de bains à Lutry sur le lac Léman, « délicieux hommage à Palladio » (Gaillemin), et en 1930 une maison du même genre à Boulogne pour Gilbert des Crances, un ami d'Arturo Lopez.
En 1926, il dessine pour le château de Clavary près de Grasse, appartenant à François de Gouy d'Arcy et Russel Greeley, et où il transforma plusieurs pièces en véritables scènes de théâtre, une console « rocheuse » inspirée des bénitiers conçus par Pigalle pour l'église Saint-Sulpice de Paris.
En 1933, ses dessins furent exposés à la galerie Jacques Bonjean à Paris, dont les habitués sont Eugène Berman, Tchélitchew, Chirico, Jean Hugo, Dali, Bérard - une partie sera reprise à l'exposition Fantastic Art, Dada and Surrealism de 1936 au musée d'art moderne de New-York - et il réalise la maquette d'une maison à double spirale, dite « en colimaçon », qui illustre l'un de ses propos : l'art de l'architecture exprime un « rêve à réaliser ». 
Vers 1955 il dessina pour sa cousine Madame Alfred Fabre-Luce, née Charlotte de Faucigny-Lucinge, deux volières au château de La Rivière à Thomery (Seine-et-Marne) - domaine historique qui appartint au du médecin de Henri IV, puis au comte de Toulouse et au duc de Penthièvre - dont avait hérité  en 1952 son époux Alfred Fabre-Luce. 
L'industriel et amateur d'art Marcel Nahmias, un de ses clients et admirateurs, finança l'édition de Recueil de projets d'architecture livre-hommage qui fut publié l'année de sa mort (1969).

### Mobilier
Jean-Michel Frank lui donna l'occasion de créer des meubles aux côtés de Paul Rodocanachi, Alberto Giacometti et Christian Bérard ; ainsi il dessina une banquette néo-classique et une console en bois naturel pour le magasin de Frank inauguré en 1935 ; 
- un de ses premiers projets est la desserte Monogramme (1928) en fonte d'art d'aluminium dont le piètement,  qui reproduit le monogramme doublé et inscrit dans un losange de son commanditaire, le banquier Auguste Brandenburg (1886-1959), rappelle également les initiales D et H mêlées de Diane de Poitiers et de son amant Henri II ; cette pièce unique  provenant du pied dans l'eau ou pavillon de bain au bord du lac Léman à Lutry ( (Suisse) ; cette pièce inédite sur le marché a été vendue 140 000  euros le 3 décembre 2015 à Paris ;
- une chaise dont le dessin est attribué à Terry (vers 1935), au dossier frappé de ses initiales ornait en 1994 la bibliothèque du décorateur Jacques Grange dans l'ancien appartement parisien de Colette.
- une table d'esprit Restauration en placage de citronnier, acajou et ébène à plateau marqueté (vers 1938) présentée comme une « pièce unique, au château de Rochecotte jusqu'en 1978 », est passée en vente  publique à Paris le 19 juin 2013 ; ce meuble correspond à la "table de salle à manger" présentée dans "La Gazette Drouot" n°43, du 8/12/2117 (p. 181) ;
- également pour ce château, un mobilier en acajou incrusté d'étoiles en bronze, reproduit par Gaillemin, ainsi qu'une paire de miroirs (coll. Alain Demachy). 
- la paire de consoles ou dessertes de style néo-classique "en placage de merisier européen teinté, décor en marqueterie de citronnier et bois noirci, plateaux en marbre noir et fonds en glace, vers 1960-1962" réalisée pour les trois frères Elie, Joseph et Marcel Nahmias, pour la salle à manger de leur maison de style Directoire du 42, avenue Raymond-Poincaré à Paris, a figuré  dans une vente aux enchères (reprod. coul. pp 74 et 75 du numéro 41 de La Gazette Drouot du 25/11/2016).
En 1947, Toulouze réalisa sur ses dessins une console pour son appartement.
Un portrait de Terry par Salvador Dalí, en 1936, montre la maquette la maison colimaçon au premier plan du tableau. 
L'expression et les critères du « style Louis XVII » se retrouvent chez le paysagiste Achille Duchêne et chez la décoratrice Madeleine Castaing; dans ce dernier cas, une rivalité amicale oppose les deux décorateurs au cours des années 1950, Madeleine Castaing et Emilio Terry affirmant l'un et l'autre être l'auteur de tel ou tel motif d'ornementation.

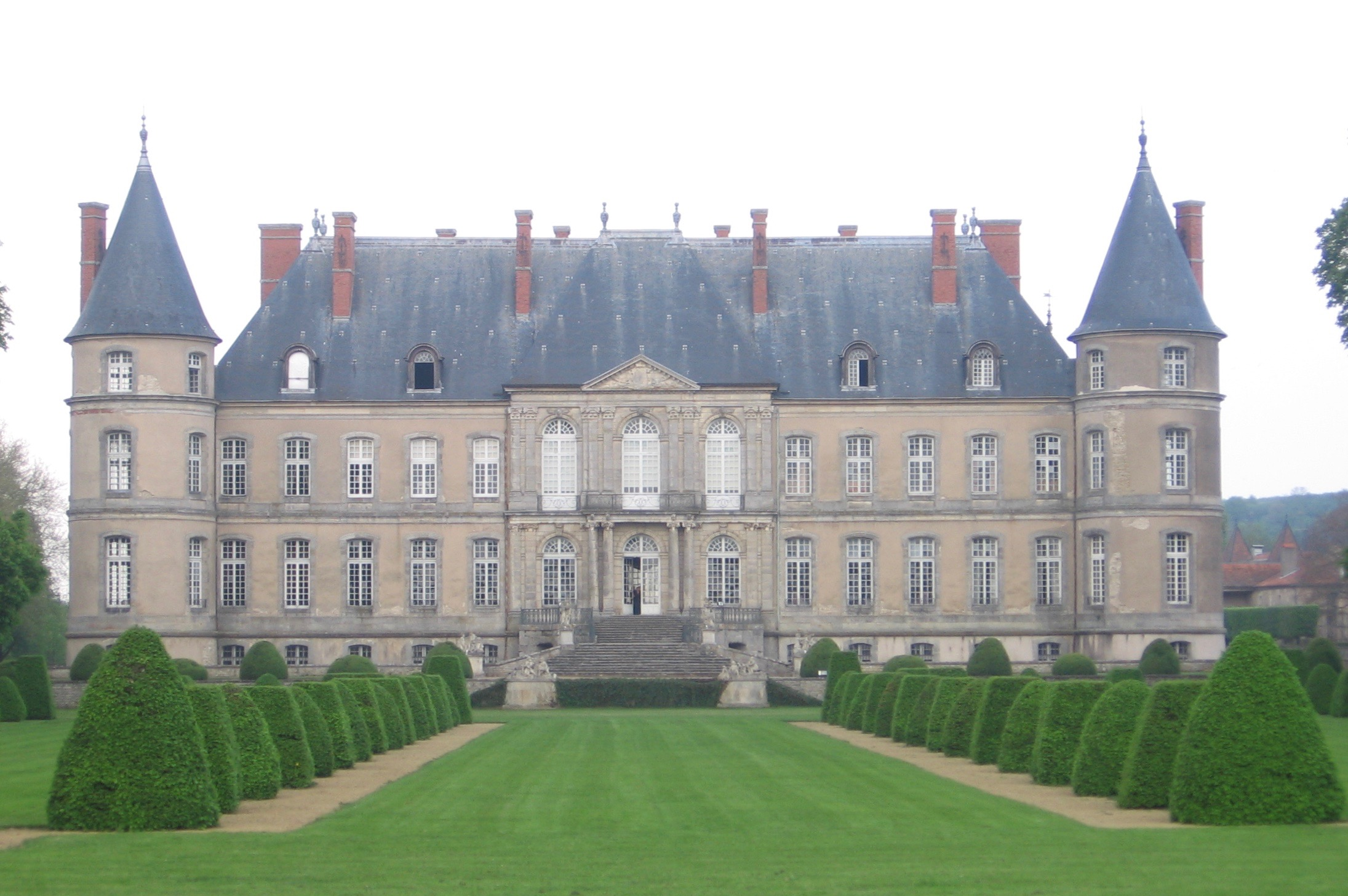
Château d'Haroué

Parmi ses clients, l'armateur grec Stávros Niárchos pour l'hôtel de Chanaleilles à Paris, Marie-Blanche de Polignac dans un immeuble dessiné pour elle par Louis Süe, mais aussi Rainier de Monaco qui lui fait décorer un appartement destiné à la princesse Grace, ou encore la famille de Beauvau-Craon, pour qui il redessine les jardins à la française du château d'Haroué en Lorraine.
Après 1936, Charles de Beistegui lui demanda de lui concevoir une maison avant de choisir d'acquérir en 1938 une demeure assez banale du début du XIXe siècle non classée et donc pouvant se prêter à ses vastes projets décoratifs. 
Vers 1938, il dessina le petit temple votif de style néo-palladien destiné par ses amis à Anna de Noailles (son cœur y fut placé) dans le parc la villa Bessaraba à Amphion-les-Bains.
En 1945, il participe avec d'autres aux décors miniatures du Théâtre de la mode, exposition itinérante de haute couture.
C'est vers 1950 que Terry entreprend d'agrandir (deux pavillons d'angle reliés au corps de logis central par des galeries à colonnades) et de décorer le château de Groussay, à Montfort-l'Amaury (Yvelines) ; il en décore chaque pièce, dessine les meubles, crée un théâtre à l'italienne où se produiront des artistes de la Comédie-Française, dessine un nouveau parc à l'anglaise et lui ajoute des fabriques dessinées avec Alexandre Serebriakoff dans le goût du XVIIIe siècle.
À cette époque il donne le dessin de deux volières (conservées) pour la cour du château de La Rivière à Thomery (Seine-et-Marne), propriété rouverte en 1953 par Alfred Fabre-Luce (Jean-Baptiste Rendu La Rivière, château avec paysage dans "Vieilles Maisons françaises" n°264 / novembre 2016, p 65).
En 1949, il dessine la terrasse de la maison de Charles de Noailles à Grasse, travaille dans cette région pour le baron de l'Espée, pour Jacques Loste sur la côte Basque, à Boulogne où Marcel Nahmias lui commande une maison Directoire ; devenu plus soucieux de réalisme et de simplicité, il développe un style néo-classique épuré.

### Décorateur d'intérieur
En 1956, la princesse Bibesco le qualifie d'illustrateur, avec Jean Hugo, de la maison Calaoutça, résidence basque de la comtesse Françoise de Castries (article cité supra), où l'auteur séjourna avec l'abbé Mugnier ; une photographie montre la boiserie de la bibliothèque qu'il dessina, et la légende d'une autre illustration précise : « On reconnaît son style dans bien des pièces de la maison » ; son profil en ombre chinoise figurait avec celui de quatre autres amis de la propriétaire sur une grande carte en trompe-l'œil reproduite dans l'article. 
Une autre boiserie de style néo-classique en acajou, ébène et bronze doré, comprenant une porte surmontée d'un fronton triangulaire créée par lui vers 1940 pour la bibliothèque de l'hôtel parisien de Marie-Blanche de Polignac — fille de Jeanne Lanvin — a été présentée par la maison Féau et cie à la Biennale des antiquaires de Paris.

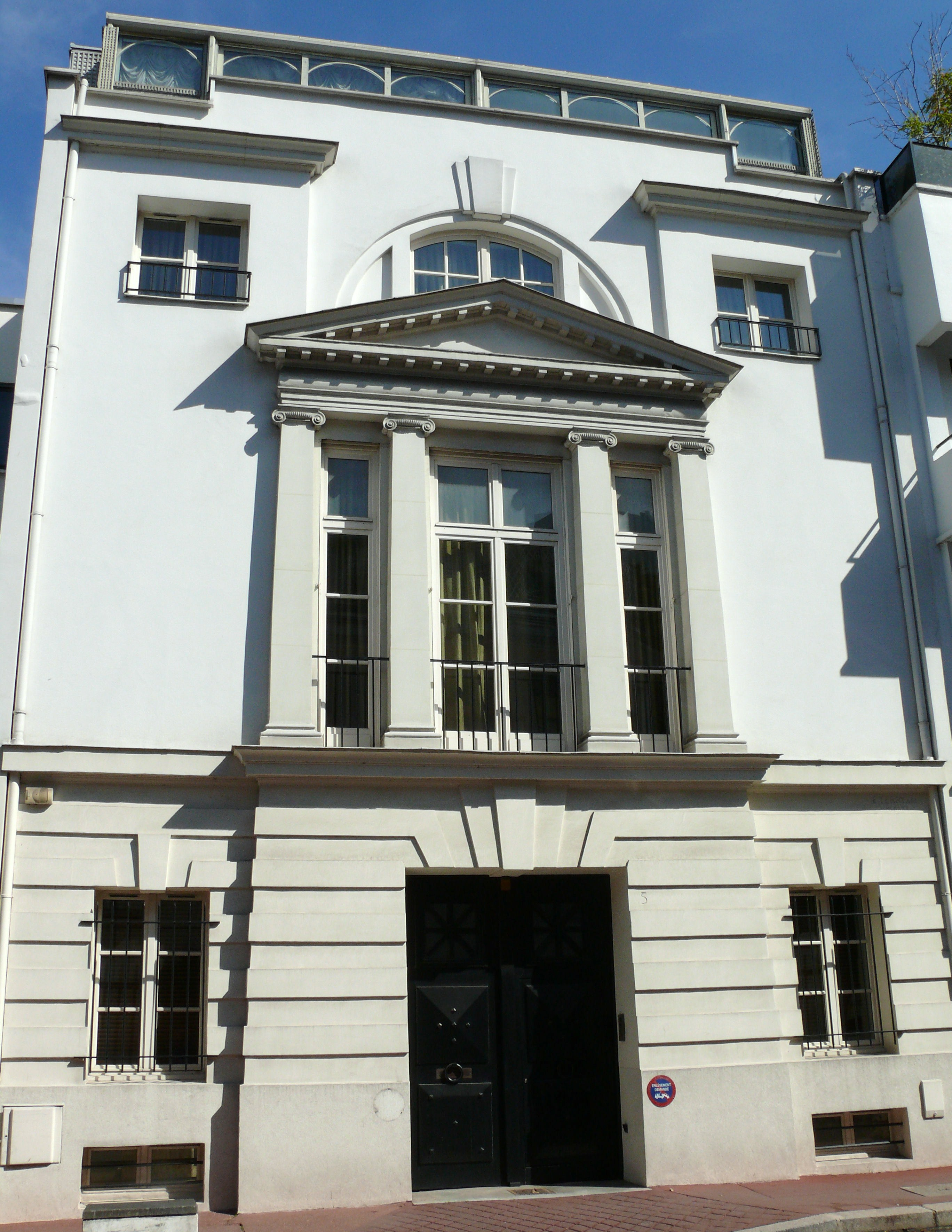
Hôtel particulier à Boulogne-Billancourt (1932)
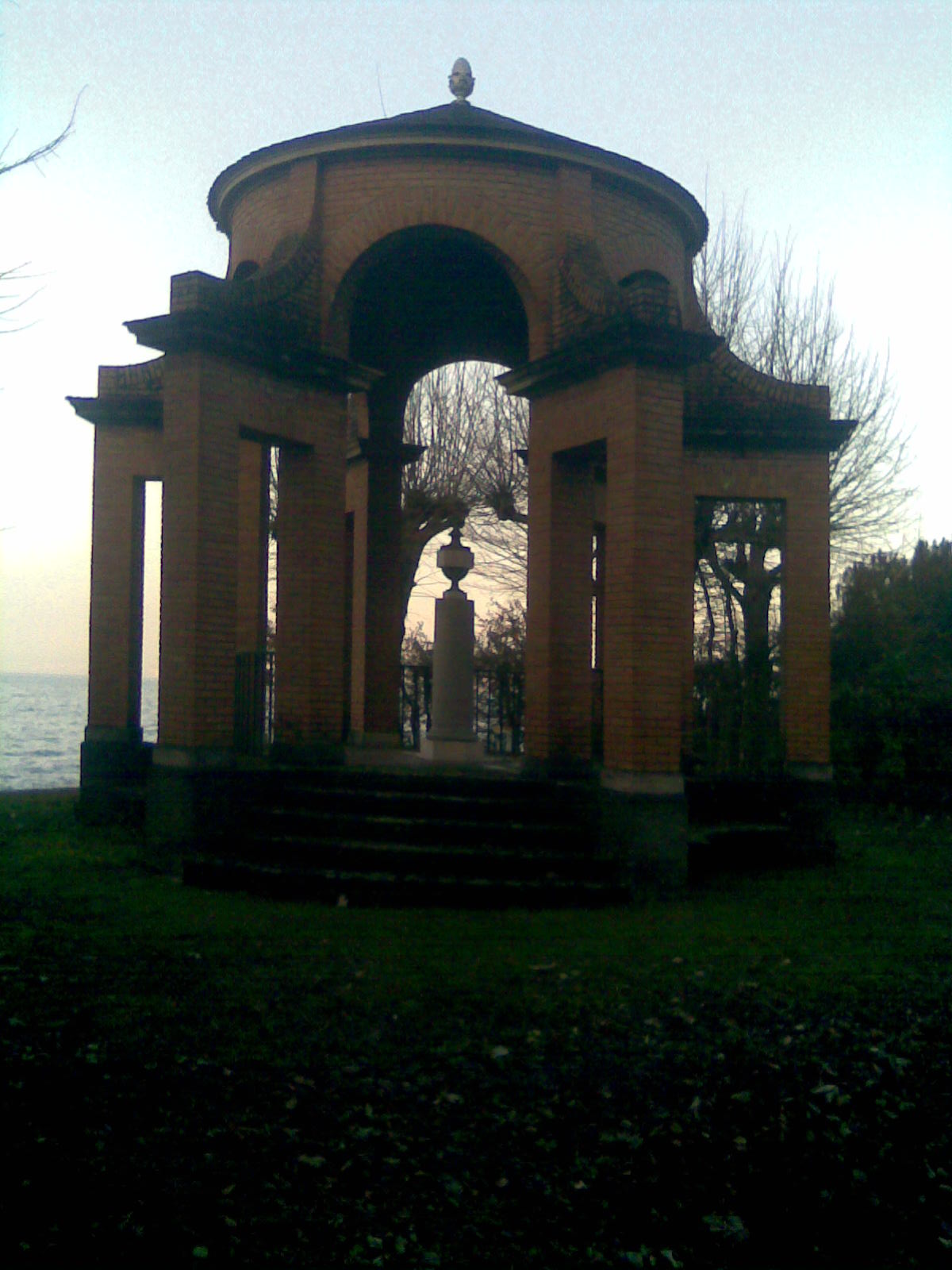
Jardin et temple votif d'Anna de Noailles à Amphion, don à la commune d'Évian-les-Bains, 1938
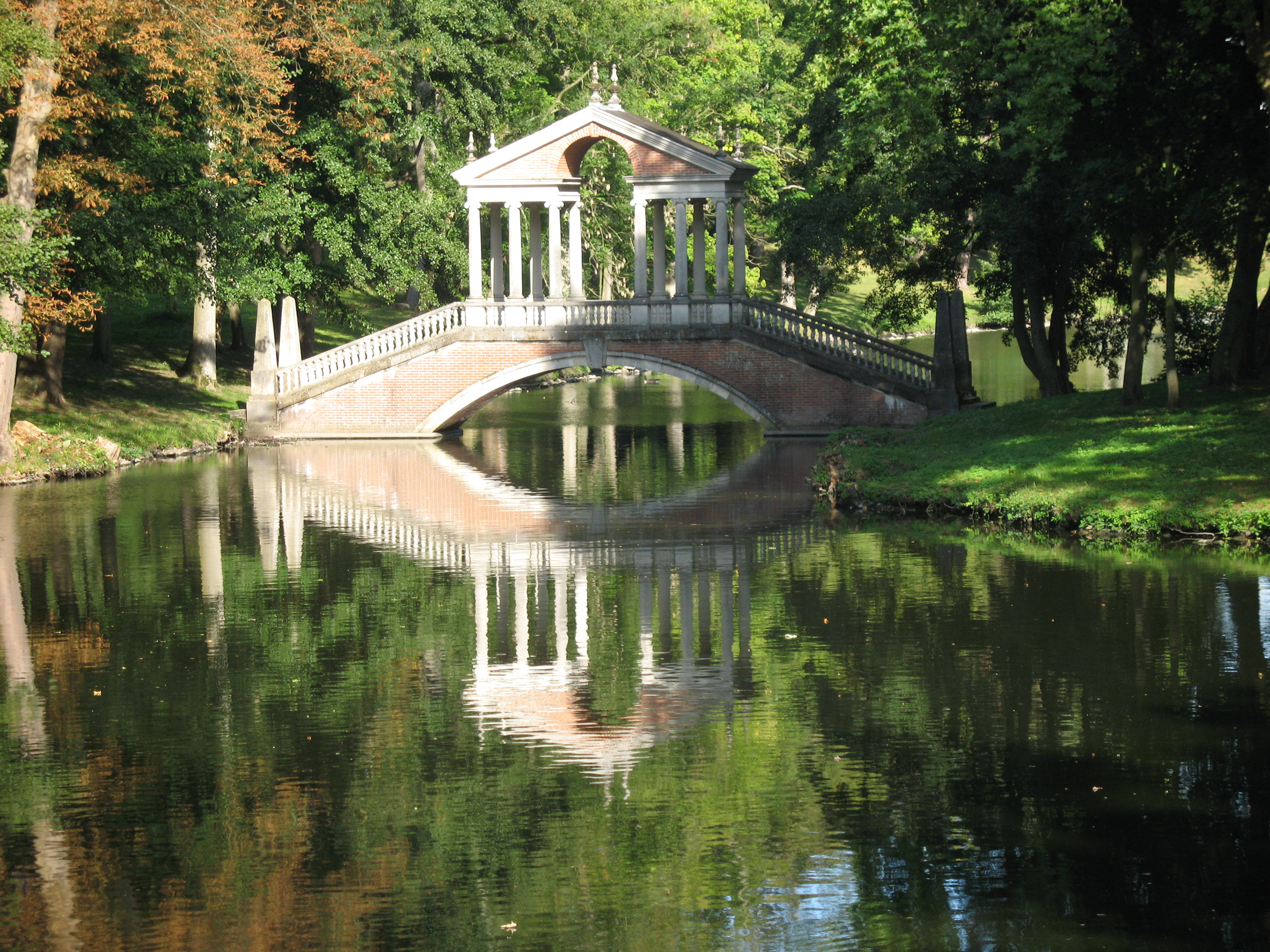
Pont palladien du château de Groussay (1960)

### Dessins
Selon ses propres termes, Terry a légué à l'union centrale des arts décoratifs à Paris, actuel musée des Arts décoratifs, « tous les dessins et photographies de mon œuvre qui se trouvent dans [son] immeuble à Paris ». Ce legs réalisé en 1972 contient environ 6 000 dessins, dont 390 carnets, auxquels s'ajoutent 25 maquettes. Cette collection qui couvre l'ensemble de son œuvre est unique au monde.
La maquette et le plan d'un « projet de maison en colimaçon » par Terry (vers 1930) sont reproduits dans Coquillages — collection Jacques et Rita Senders par Paul Starorsa et Jacques Senders.

### Ouvrages
- Princesse Bibesco, « Calaoutca ou la rose dans la maison », Plaisir de France, no 212, juin 1956, p. 9-13 ;
- Boni de Castellane, Mémoires, Introduction et notes d'Emmanuel de Waresquiel, Paris, Perrin, 1986 ;
- Paul Starorsa et Jacques Senders, Coquillages — collection Jacques et Rita Senders, Paris, Seuil, 2007 ;
- Emilio Terry, Sièges d'Emilio Terry : Projets, musée des arts décoratifs, Paris, RMN, 1996 ;
- Emilio Terry, Tapis d'Emilio Terry, Paris, Musée des Arts décoratifs / RMN, 1996 ;
- Pierre Arizzoli-Clémentel, Emilio Terry 1890-1969, Architecte Décorateur, Paris, Gourcuff Gradenigo, 2013 ;
- Jean-Baptiste Rendu, « La Rivière, château avec paysage », Vieilles Maisons Françaises, n° 264 / novembre 2015, p. 62-65.

### Articles
- Jean-Louis Gaillemin, « Emilio Terry, le rêveur obstiné », Vogue Décoration, no 8,‎ décembre 1986, p. 41 à 44 reprod. son portrait par Bérard (1931) d'une photo de lui au palais Labbia lors des préparatifs du Bal Besteigui (1951), de lui à cette soirée « déguisé en Jean-Jacques Rousseau », du plan et l'élévation du monument votif d'Amphion, de plusieurs de ses créations et de deux photographies du salon de son appartement parisien vers 1969

```
 
Emilio Terry
 dans "Connaissance des Arts" n°74/avril 1958, pp 42 à 47, ill.;
```

- Jean-Louis Gaillemin, « Les menus plaisirs d'Emilio Terry » (Maison et Jardin d'avril 1993, p. 44,  reproduit le portrait par Bérard de 1931) relatif à l'exposition du mobilier dit de l'astrologue par Pierre Passebon à la Galerie du Passage à Paris du 12/03 au 10/04/1993; et Les artistes de Monsieur Dior ("La Gazette Drouot" n°42 du 8/12/2017, p.284) qui évoque son portrait par Dali (fondation de Figueres) ;
- Judith Benhamou-Huet, « Les fééries d'Emilio Terry » (Maison Française n°496 - automne 1998, pp 51 à 54, ill.), relative à l'exposition de la galerie parisienne L'Arc en Seine jusqu'en décembre 1998 ;
- Laure Verchère, « Les folies baroques d'Emilio Terry » (Elle Décoration ? n° 31 - août 1998, pp 32 et suiv.).

## Filmographie
Le château et le parc de Groussay ont servi de décor au film de Marc Allégret, Le Bal du comte d'Orgel, avec Jean-Claude Brialy, et la bibliothèque a été le cadre de l'émission télévisée de Frédéric Mitterrand, Plaisir de France.